# Inked in Blood
Inked in Blood – dziewiąty album studyjny amerykańskiego zespołu muzycznego Obituary. Wydawnictwo ukazało się 28 października 2014 roku nakładem wytwórni muzycznej Gibtown Music/Relapse Records. Nagrania płyty zostały sfinansowane przez fanów zespołu za pośrednictwem platformy Kickstarter, którzy zebrali ponad 60 tys. USD.
Album dotarł do 75. miejsca listy Billboard 200 w Stanach Zjednoczonych sprzedając się w nakładzie 5,2 tys. egzemplarzy w przeciągu tygodnia od dnia premiery.

## Lista utworów
Opracowano na podstawie materiału źródłowego.
| Nr  | Tytuł utworu           | Słowa      | Muzyka                     | Długość |
| --- | ---------------------- | ---------- | -------------------------- | ------- |
| 1.  | „Centuries of Lies”    | John Tardy | Donald Tardy, Trevor Peres | 02:08   |
| 2.  | „Violent by Nature”    | John Tardy | Donald Tardy, Trevor Peres | 04:33   |
| 3.  | „Pain Inside”          | John Tardy | Donald Tardy, Trevor Peres | 04:35   |
| 4.  | „Visions in My Head”   | John Tardy | Donald Tardy, Trevor Peres | 04:14   |
| 5.  | „Back on Top”          | John Tardy | Donald Tardy, Trevor Peres | 04:30   |
| 6.  | „Violence”             | John Tardy | Donald Tardy, Trevor Peres | 02:06   |
| 7.  | „Inked in Blood”       | John Tardy | Donald Tardy, Trevor Peres | 04:13   |
| 8.  | „Deny You”             | John Tardy | Donald Tardy, Trevor Peres | 04:48   |
| 9.  | „Within a Dying Breed” | John Tardy | Donald Tardy, Trevor Peres | 05:36   |
| 10. | „Minds of the World”   | John Tardy | Donald Tardy, Trevor Peres | 03:24   |
| 11. | „Out of Blood”         | John Tardy | Donald Tardy, Trevor Peres | 03:19   |
| 12. | „Paralyzed with Fear”  | John Tardy | Donald Tardy, Trevor Peres | 05:38   |
|     |                        |            |                            | 49:04   |

## Twórcy
Opracowano na podstawie materiału źródłowego.

- Donald Tardy – perkusja, instrumenty perkusyjne
- Trevor Peres – gitara rytmiczna
- John Tardy – wokal prowadzący
- Terry Butler – gitara basowa
- Kenny Andrews – gitara rytmiczna, gitara prowadząca
- Mark Prator – producent wykonawczy
- Jacob Spets – oprawa graficzna
- Andreas Marschall – okładka
- Obituary – realizacja nagrań, produkcja muzyczna
- Brad Boatright – mastering

## Listy sprzedaży
| Lista                        | Kraj              | Pozycja |
| ---------------------------- | ----------------- | ------- |
| Billboard 200                | Stany Zjednoczone | 75      |
| Billboard Independent Albums | Stany Zjednoczone | 17      |
| Billboard Hard Rock Albums   | Stany Zjednoczone | 6       |
| Billboard Top Rock Albums    | Stany Zjednoczone | 15      |
| Billboard Tastemaker Albums  | Stany Zjednoczone | 18      |
| Billboard Top Albums Sales   | Stany Zjednoczone | 75      |